# Inditex

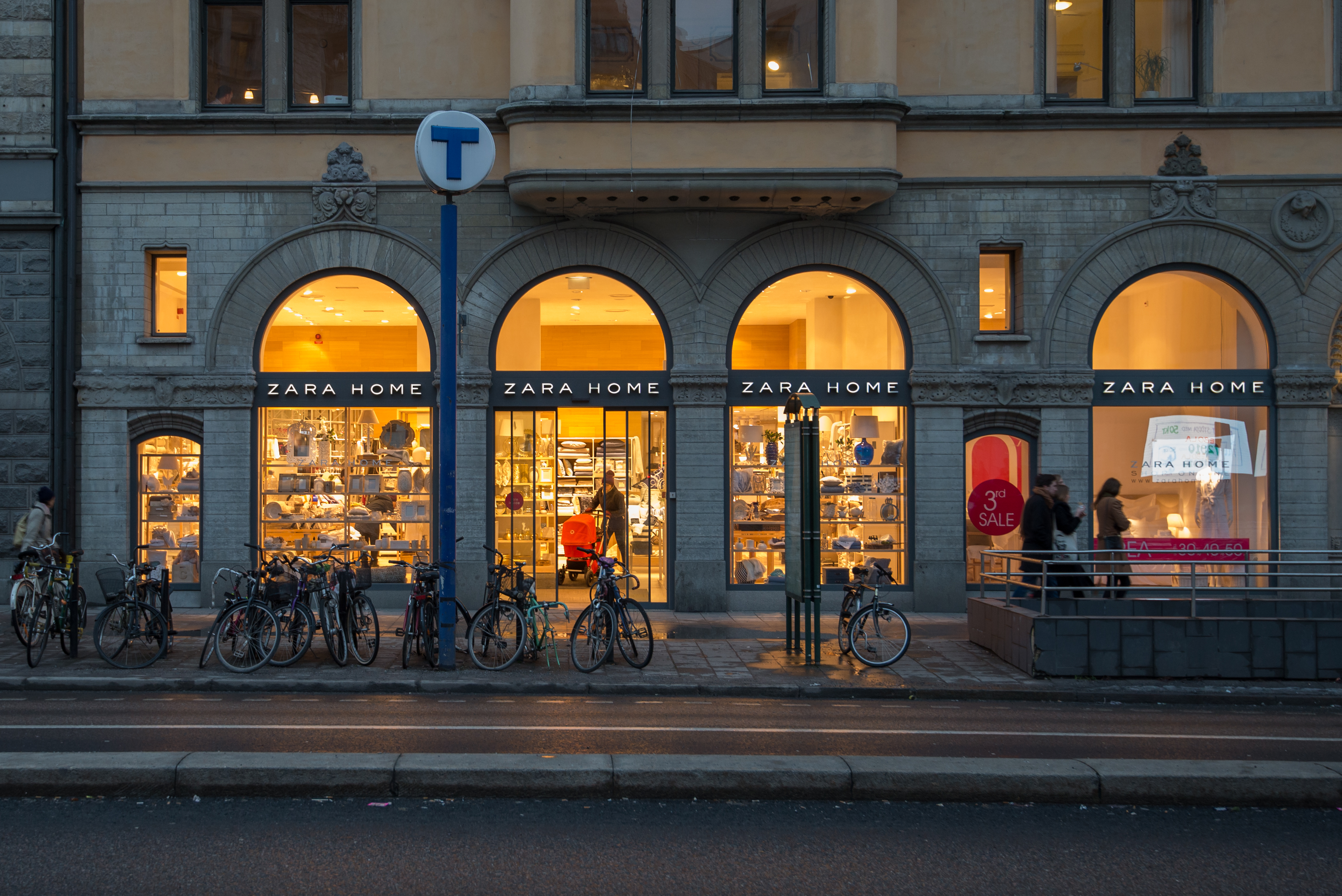
Zara Home, Birger Jarlsgatan, Stockholm

Inditex, Industria de Diseño Textil, S.A., är en spansk textil- och konfektionskoncern med säte i Arteixo, strax väster om A Coruña i Galicien.
Inditex har sina rötter i en syateljé för städrockar för kvinnor som grundades i en källare i A Coruña 1963 av  Amancio Ortega och Rosalía Mera tillsammans med familjemedlemmar. Amancio Ortega och Rosalía Mera, då ett gift par, öppnade 1975 sin första klädesbutik vid Calle de Juan Flórez i A Coruña, vilket blev ursprunget till detaljhandelskedjan Zara. År 1977 tillkom Zaras första fabrik i Poligono Industrial de Sabón i närbelägna Arteixo på den plats där numera Inditex har sitt huvudkontor. Året därpå öppnade Zara sin första butik i Madrid.
År 1985 bildades Industria de Diseno Textil S.A., eller Inditex, som ett holdingbolag för Zara och dess tillverkande företag. År 1988, började Inditex internationella affärsnät med en Zara-butik i Oporto i Portugal.
Inditex introducerades på Madrid-börsen 2001.

## Varumärken
| Affärskedja/varumärke | Antal butiker | Årtal för grundande | Marknad                                           |
| --------------------- | ------------- | ------------------- | ------------------------------------------------- |
| Zara                  | 2.170         | 1975                | Kläder för män, kvinnor och barn                  |
| Pull and Bear         | 950           | 1991                | Kläder och accessoarer för unga människor         |
| Massimo Dutti         | 750           | 1995 (köpt)         | Lyxiga kläder och accessoarer för kvinnor och män |
| Bershka               | 2.050         | 1998                | Kläder för unga människor                         |
| Stradivarius          | 959           | 1999 (köpt)         | Kläder för unga kvinnor                           |
| Oysho                 | 615           | 2001                | Underkläder med mera                              |
| Zara Home             | 520           | 2003                | Varor för hem                                     |
| Uterqüe               | 71            | 2008                | Modekläder                                        |